# Arcadi Balaguer
Pour les articles homonymes, voir Balaguer (homonymie).
Arcadi Balaguer Costa, né en 1886 à Castelldefels (province de Barcelone, Espagne) et mort en 1973 à Sant Andreu de Llavaneres, est un industriel et dirigeant sportif espagnol lié au monde du football et de la chasse. Il préside le FC Barcelone entre 1925 et 1929.

## Biographie
Il est le fils d'Arcadi Balaguer Bruguera et de Concepció Costa Vila qui est une des plus grandes propriétaires de Castelldefels à la fin du XIXe siècle. C'est elle qui cède les terrains où est situé le cimetière et l'église de Santa Maria en 1909, financée par le banquier Manuel Girona Agrafel. Arcadi Balaguer Costa naît probablement à Castelldefels où il vit de nombreuses années.
Industriel aristocrate – baron d'Ovilvar –, monarchiste et ami personnel de Primo de Rivera et du roi Alfonso XIII, Arcadi Balaguer occupe la présidence du FC Barcelone depuis le 17 décembre 1925 jusqu'au 23 mars 1929. Il accède à ce poste grâce à son amitié avec Primo de Rivera y Orbaneja et avec le roi Alfonso XIII. Pendant son mandat, le club parvient à surmonter una grave crise interne à la suite de la démission forcée de Hans Gamper qui se suicide peu après. Arcadi Balaguer accède à la présidence quelques jours avant que s'achève la fermeture du Stade des Corts sur ordre gouvernemental après les faits du 14 juin 1925 lorsque le public siffle l'hymne espagnol. Balaguer parvient à diminuer la sanction. Le retour du Barça se produit le jour de Noël 1925.
Il est le président d'une bonne partie du premier Âge d'or du club. Pendant son mandat, le Barça remporte trois championnats de Catalogne (1926, 1927 et 1928), deux Coupes d'Espagne (1926 et 1928) et la première édition du championnat d'Espagne en 1929. Il reçoit le titre de Baron d'Ovilvar le 27 janvier 1930, titre porté actuellement par son arrière-petite-fille Angeles Balaguer Sánchez-Arjona depuis le 3 juillet 2001, après la mort de son père José María Balaguer de Pallejà. Dans le monde de la chasse, il est le premier président de la Tercera Federació Regional de Caça, ancêtre de la Fédération catalane de chasse, fondée en 1940. Il occupe ce poste jusqu'en 1953. Il est aussi président du Real Club de Polo.
Fidèle à la tradition familiale, dans les années 1920 il cède deux parcelles de terrain pour la construction d'une nouvelle mairie et d'une école dans la rue qui désormais porte son nom. Il donne aussi à la municipalité le mas de Can Ballester (ou Can Gomar), qui depuis 1975 accueille la maison de la culture de la ville. Au début de la Deuxième République espagnole, la municipalité lui demande l'autorisation de construire une fontaine publique et peu après, en signe de reconnaissance, la municipalité lui décerne un titre honorifique.
C'est grâce à son influence politique qu'il obtient l'électricité et l'éclairage public à Castelldefels.